# شاهی چات (کنارک)
شاهی چات یک روستا در ایران است که در استان سیستان و بلوچستان واقع شده‌است. شاهی چات ۳۰۲ نفر جمعیت دارد.